# Sverker II. (Schweden)
Sverker II. (auch Sverker der Jüngere, schwed. Sverker den yngre Karlsson; * um 1160; † 17. Juli 1210) war von 1196 bis 1208 König von Schweden. Er fiel in der Schlacht bei Gestilren.
Sverkers Eltern waren König Karl Sverkersson und Kristina Stigsdotter Hvide. Nachdem sein Vater 1167 auf Visingsö von Knut Eriksson getötet worden war, wurde der minderjährige Sverker nach Dänemark gebracht, wo er bei der Familie seiner Mutter aufwuchs. Nach dem Tode von Knut wurde Sverker 1196 dank der Vermittlung des Jarls Birger Brosa als König eingesetzt. Knuts eigene Kinder waren zu dieser Zeit noch minderjährig. Sverker betrieb eine kirchenfreundliche Politik, um die Unterstützung der Kirche für die Wahl seines Sohnes als König zu erhalten. Sein Privilegienbrief für die Kirche und deren Erzbischof Valerius ist das älteste bekannte Kirchenprivileg Schwedens. Die Kirche erhielt Steuerfreiheit für ihre Ländereien und die Gerichtsbarkeit in besonderen geistlichen Gerichten. Es gibt keinen Beleg dafür, dass Sverker gekrönt wurde, aber es spricht einiges dafür, dass dies anlässlich des Privilegienbriefes geschah.
Sverker war zweimal verheiratet, und zwar mit Benedikta Ebbesdotter, Tochter von Ebbe Sunesen aus dem Geschlecht der Hvide und wie Sverker selbst verwandt mit dem Erzbischof Absalon von Lund, und mit Birger Brosas Tochter Ingegerd. Man kennt nicht die Reihenfolge der Ehen, aber wahrscheinlich war er erst mit Benedikta verheiratet. Mit ihr hatte Sverker drei Töchter. Eine Tochter hieß Helena. Diese war mit dem Großgrundbesitzer Sune Folkesson in Östergötland verheiratet, einem Enkel von Birger Brosa. Aus dieser Ehe stammte Sverkers Enkelin Katarina, die die Frau des Königs Erik Eriksson wurde. Bei den anderen beiden Töchtern Kristina und Margareta sind sich die Genealogen nicht sicher, ob sie wirklich Sverkers Töchter waren. Sicher ist nur, dass sie mit norddeutschen Fürsten verheiratet waren. Sein Sohn Johann Sverkersson aus zweiter Ehe mit Ingegerd Birgersdotter (Bjälbo) wurde 1216 schwedischer König.
Auch Sverker versuchte wie sein Vorgänger, seinem Sohn den Thron zu sichern. Dazu machte er den einjährigen Johann zum Jarl und belehnte ihn mit großem Gutsbesitz, den er aber selbst verwaltete. Johann wurde als der „hosenlose Jarl“ verspottet.
Das führte zum Aufstand der Söhne Knut Erikssons. Sie wurden im November 1205 bei Älgerås besiegt. Drei der Königssöhne fielen, aber dem ältesten, Erik Knutsson, gelang die Flucht nach Norwegen. Unterstützt von den Folkungern, kehrte er drei Jahre später nach Schweden zurück, wo es zur Schlacht bei Lena (heute Kungslena) gegen Sverker und dessen dänischen Hilfstruppen kam. Nach seiner Niederlage floh Sverker zu seinen Verwandten nach Dänemark. Einer der Söhne Birger Brosas wurde Jarl, starb aber alsbald. Sein Nachfolger wurde ein Mann namens Folk, der Birgas Bruder und der Vater des oben genannten Sune Folkesson gewesen sein soll. Sverker und seine Anhänger, die mit ihm geflohen waren, darunter Erzbischof Valerius, rüsteten indes zur Rückeroberung. Im Sommer 1210 kam es zur Schlacht bei Gestilren. Sverker fiel im Kampf, ebenso einer seiner schärfsten Gegner, Jarl Folke.